# São João (Paraná)
São João ist ein brasilianisches Munizip im Südwesten des Bundesstaats Paraná. Es hat 10.684 Einwohner (2022), die sich São-Joanenser nennen. Seine Fläche beträgt 388 km². Es liegt 648 Meter über dem Meeresspiegel.

## Etymologie
Der Name stammt von dem Fluss gleichen Namens. Es ist der Name des Schutzpatrons Johannes des Täufers.

## Geschichte

### Besiedlung
Im Jahr 1920 kamen die ersten Familien an. João Vieira dos Santos führte eine Gruppe von Pionieren, zu der auch die Familien von Fabrício Marcondes und Francisco Félix gehörten. Sie stammten ursprünglich aus Santa Catarina und Rio Grande do Sul. Sie wurden vom Holzreichtum und dem fruchtbaren Boden angezogen. Sie lebten von der Jagd und der Aufzucht und Mast von Schweinen, die sie gegen Werkzeuge und Lebensmittel eintauschten. Da es sich um einen Ort im Urwald handelt, wurden die ersten Häuser aus Flechtwerkwand und Holzspänen errichtet.
1925 begannen die Pioniere mit dem Bau der Straße nach Chopinzinho. 1936 wurde die erste Kapelle geweiht, in der die Messe von Bruder Timóteo de Palmas zelebriert wurde. Als Schutzpatron der Stadt wählten sie Johannes den Täufer.
Als die Ortschaft wuchs, wurde sie 1954 zum Distrikt des Munizips Mangueirinha erhoben.

### Erhebung zum Munizip
São João wurde durch das Staatsgesetz Nr. 4245 vom 25. Juli 1960 aus Chopinzinho ausgegliedert und in den Rang eines Munizips erhoben. Es wurde am 15. November 1961 als Munizip installiert.

## Geografie

### Fläche und Lage
São João liegt auf dem Terceiro Planalto Paranaense (der Dritten oder Guarapuava-Hochebene von Paraná). Seine Fläche beträgt 388 km². Es liegt auf einer Höhe von 648 Metern.

### Vegetation
Das Biom von São João ist Mata Atlântica.

### Klima
Das Klima ist gemäßigt warm. Es werden hohe Niederschlagsmengen verzeichnet (1824 mm pro Jahr). Im Jahresdurchschnitt liegt die Temperatur bei 19,4 °C. Die Klimaklassifikation nach Köppen und Geiger lautet Cfa.

### Gewässer
São João liegt im Einzugsgebiet des Iguaçu. Der Rio Chopim bildet die südwestliche, der Rio Capivara die östliche Grenze des Munizips. Im Munizip entspringen der Rio Dois Irmãos (rechter Nebenfluss des Chopim) und sein linker Zufluss Côrrego São João.

### Straßen
São João ist über die PR-281 mit São Jorge d’Oeste im Nordwesten und Chopinzinho im Osten verbunden. Über die PR-562 kommt man im Süden nach Itapejara d’Oeste.

### Nachbarmunizipien
| São Jorge d’Oeste | Quedas do Iguaçu                            | Sulina         |
| Verê              | Kompassrose, die auf Nachbargemeinden zeigt | Chopinzinho    |
|                   | Itapejara d’Oeste                           | Coronel Vivida |

## Stadtverwaltung
Bürgermeister: Clovis Mateus Cuccolotto, PSD (2021–2024)
Vizebürgermeister: Valdir Wiesenhutter, PSD (2021–2024)

## Demografie

### Bevölkerungsentwicklung
| Jahr | Einwohner | Stadt | Land |
| ---- | --------- | ----- | ---- |
| 1970 | 15.454    | 11 %  | 89 % |
| 1980 | 17.084    | 22 %  | 78 % |
| 1991 | 13.661    | 35 %  | 65 % |
| 2000 | 11.207    | 52 %  | 48 % |
| 2010 | 10.599    | 64 %  | 36 % |
| 2022 | 10.684    |       |      |

Quelle: IBGE, bis 2010: Volkszählungen und Volkszählung 2022

### Ethnische Zusammensetzung
| Gruppe * | 1991    | 2000    | 2010    | wer sich als …                                                                   |
| --- | ------- | ------- | ------- | -------------------------------------------------------------------------------- |
| Weiße | 86,8 %  | 89,2 %  | 78,2 %  | weiß bezeichnet                                                                  |
| Schwarze | 4,0 %   | 4,0 %   | 2,1 %   | schwarz bezeichnet                                                               |
| Gelbe | 0,0 %   | 0,3 %   | 0,7 %   | von fernöstlicher Herkunft wie japanisch, chinesisch, koreanisch etc. bezeichnet |
| Braune | 9,1 %   | 5,1 %   | 19,0 %  | braun oder als Mischung aus mehreren Gruppen bezeichnet                          |
| Indigene | 0,0 %   | 0,8 %   | 0,0 %   | Ureinwohner oder Indio bezeichnet                                                |
| ohne Angabe | 0,0 %   | 0,5 %   | 0,0 %   |                                                                                  |
| Gesamt | 100,0 % | 100,0 % | 100,0 % |                                                                                  |
| *) Das IBGE verwendet für Volkszählungen ausschließlich diese fünf Gruppen. Es verzichtet bewusst auf Erläuterungen. Die Zugehörigkeit wird vom Einwohner selbst festgelegt. |         |         |         |                                                                                  |

Quelle: IBGE (Stand: 1991, 2000 und 2010)

## Kultur und Sehenswürdigkeiten

### Feste
Die wichtigsten Festlichkeiten werden zu Ehren des Schutzpatrons Johannes des Täufers im Juni gefeiert. Dazu gehört das Abbrennen eines Johannisfeuers und das traditionelle Fest der katholischen Kirche mit einer großen Churrascada (Grillfest) am Sonntag nach Johanni (24. Juni).

## Wirtschaft

### Landwirtschaft
Derzeit gibt es große Genossenschaften wie die Cooperativa Agroindustrial COASUL und die SICREDI Iguaçu, die ihren Sitz in der Stadt haben, sowie den Geflügelschlachthof der COASUL.

### Kennzahlen
Mit einem Bruttoinlandsprodukt pro Einwohner von 68.497,31 R$ bzw. rund 15.200 € lag São João 2019 auf dem 11. Platz der 399 Munizipien Paranás.
Sein hoher Index der menschlichen Entwicklung von 0,727 (2010) setzte es auf den 92. Platz der paranaischen Munizipien.